# Marianne Thornton
Marianne Thornton (10 mars 1797 - 5 novembre 1887) est une militante anglaise des droits de l'homme, qui a fait campagne pour l'abolition de l'esclavage.

## Biographie
Marianne Thornton est l'aînée des neuf enfants du philanthrope, économiste et abolitionniste Henry Thornton (1760–1815) et de sa femme Marianne Sykes (1765–1815). Son père, député de Southwark, est, avec William Wilberforce, membre de la Secte de Clapham, un groupe évangélique influent au sein de l'Église d'Angleterre voué à la réforme sociale. Les saints de Clapham, comme on les appelait, partagent des opinions politiques et sociales communes concernant la libération des esclaves : l'abolition de la traite des esclaves et la réforme du système pénal, entre autres questions de justice sociale.
Après la mort prématurée de ses deux parents en 1815, elle et ses frères et sœurs sont élevés par un ami de la famille, l'homme politique Sir Robert Inglis. Elle passe la majeure partie de sa vie à Clapham. Son cercle social comprend Hannah More.
Marianne Thornton est la grand-tante paternelle du romancier E. M. Forster, à qui elle lègue la somme de 8 000 £ (l'équivalent d'environ 990 000 £ en 2017)  à titre de legs en fiducie. Forster publie une biographie détaillée d'elle en 1956, portant sa vie à l'attention nationale.
Ses parents sont devenus des personnages dans le film biographique de 2006 Amazing Grace. Le titre fait référence au célèbre poème et à la chanson écrite par le marchand d'esclaves réformé et fondateur de Clapham Saints, John Newton.